# Leichtathletik-Europameisterschaften 2010/Teilnehmer (Armenien)
Armenien meldete drei Sportler für die Leichtathletik-Europameisterschaften 2010 vom 27. Juli bis zum 1. August in Barcelona.
| Wettbewerb   | Männer                       | Frauen                       |
| ------------ | ---------------------------- | ---------------------------- |
| 100 m        | Arman Andreasyan (33. Platz) |                              |
| 400 m Hürden |                              | Amalja Scharojan (31. Platz) |
| Weitsprung   | Arsen Sargsyan (25. Platz)   |                              |